# アスク・ミー・ホワイ
「アスク・ミー・ホワイ」（Ask Me Why）は、ビートルズの楽曲である。1963年にシングル盤『プリーズ・プリーズ・ミー』のB面曲として発売された。マッカートニー＝レノン名義となっているが、主にジョン・レノンによって書かれた楽曲。1作目のイギリス盤公式オリジナル・アルバム『プリーズ・プリーズ・ミー』にも収録された。

## 背景・曲の構成
「アスク・ミー・ホワイ」は、1962年初頭にレノンによって作曲された楽曲。アルバム『プリーズ・プリーズ・ミー』の初回プレス盤には、他のレノン＝マッカートニーの作品と同じく、作者クレジットは「マッカートニー＝レノン」という表記になっている。ポール・マッカートニーは、本作について「ジョンのオリジナルのアイデアで、2人で座って一緒に書いた。ほとんどジョンのアイデアだ」と語っている。本作は1962年6月6日にEMIレコーディング・スタジオで行なわれたビートルズ初のパーロフォン・レコーディング・セッションで演奏された曲の1つとなっている。
本作は、レノンが影響を受けたスモーキー・ロビンソン&ザ・ミラクルズのスタイルを模倣した楽曲で、冒頭のギターのフレーズはザ・ミラクルズが1961年に発売した楽曲「ホワッツ・ソー・グッド・アバウト・グッバイ」から引用している。
本作の4分の4拍子で演奏され、キーはEメジャーとなっていて、ときおり平行調のC♯に転調する。本作について、アラン・ポラックは「構造的に複雑。最も注目すべきは、3種類のヴァースで構成され、それぞれが異なる目的に合わせて作られていること」と評している。

## レコーディング
「アスク・ミー・ホワイ」が初めてレコーディングされたのは、1962年6月6日にEMIレコーディング・スタジオで行なわれたビートルズ初のパーロフォン・レコーディング・セッションで、ドラムは当時のドラマーであるピート・ベストが演奏した。このセッションは、テスト段階であったため、同日にレコーディングされた演奏はいずれもリリースには適さないと判断された。このため、EMIによってテープリールが破棄されたとされていたが、このうち「ベサメ・ムーチョ」と「ラヴ・ミー・ドゥ」が収録されたアセテート盤が後に発見された。
1962年11月26日にリンゴ・スターを新たなドラマーとして迎えて、「プリーズ・プリーズ・ミー」とともに再録音された。このセッションでは、シングル盤『プリーズ・プリーズ・ミー』のB面曲の候補とされていたオリジナル曲「ティップ・オブ・マイ・タン」のリハーサルも行なわれた。しかし、プロデューサーのジョージ・マーティンが「ティップ・オブ・マイ・タン」は、より多くの手直しが必要だと判断したことから、B面曲の候補から外され、最終的にトミー・クイックリーに提供することとなった。
1963年7月2日にBBCラジオの番組『Pop Go The Beatles』（1963年7月16日放送回）用、9月3日に『Pop Go The Beatles』（1963年9月24日放送回）用に演奏が録音された。このうち9月3日の演奏が、2013年に発売された『オン・エア〜ライヴ・アット・ザ・BBC Vol.2』に収録された。

## その他のリリース
当初アメリカでの発売権は、キャピトル・レコードに与えられていたが、キャピトル側がこれを拒否したため、本作をB面に収録したシングル盤『プリーズ・プリーズ・ミー』は、1963年2月25日にヴィージェイ・レコードから発売された。その後、ヴィージェイ編集盤『Introducing... The Beatles』（第2版）に収録された。
キャピトルは、ヴィージェイとの契約が終了した1965年に編集盤『ジ・アーリー・ビートルズ』を発売し、本作を収録した。
1977年に発売された非公式ライブ・アルバム『デビュー! ビートルズ・ライヴ'62』のイギリス盤に、1962年12月のスター・クラブ公演でのライブ音源が収録されている。

## クレジット
※出典
- ジョン・レノン - ボーカル、アコースティック・ギター
- ポール・マッカートニー - ベース、バッキング・ボーカル
- ジョージ・ハリスン - リードギター、バッキング・ボーカル
- リンゴ・スター - ドラム
- ノーマン・スミス - エンジニア

## カバー・バージョン
- 竹内まりや - 1982年に発売されたベスト・アルバム『VIVA MARIYA!!』に収録。
- スミザリーンズ（英語版） - 2008年に発売されたカバー・アルバム『B-Sides the Beatles』に収録[15]。
- ビル・アンシェル（英語版） - 2011年に発売されたアルバム『Figments』に収録[16]。